# پاکسازی مردار

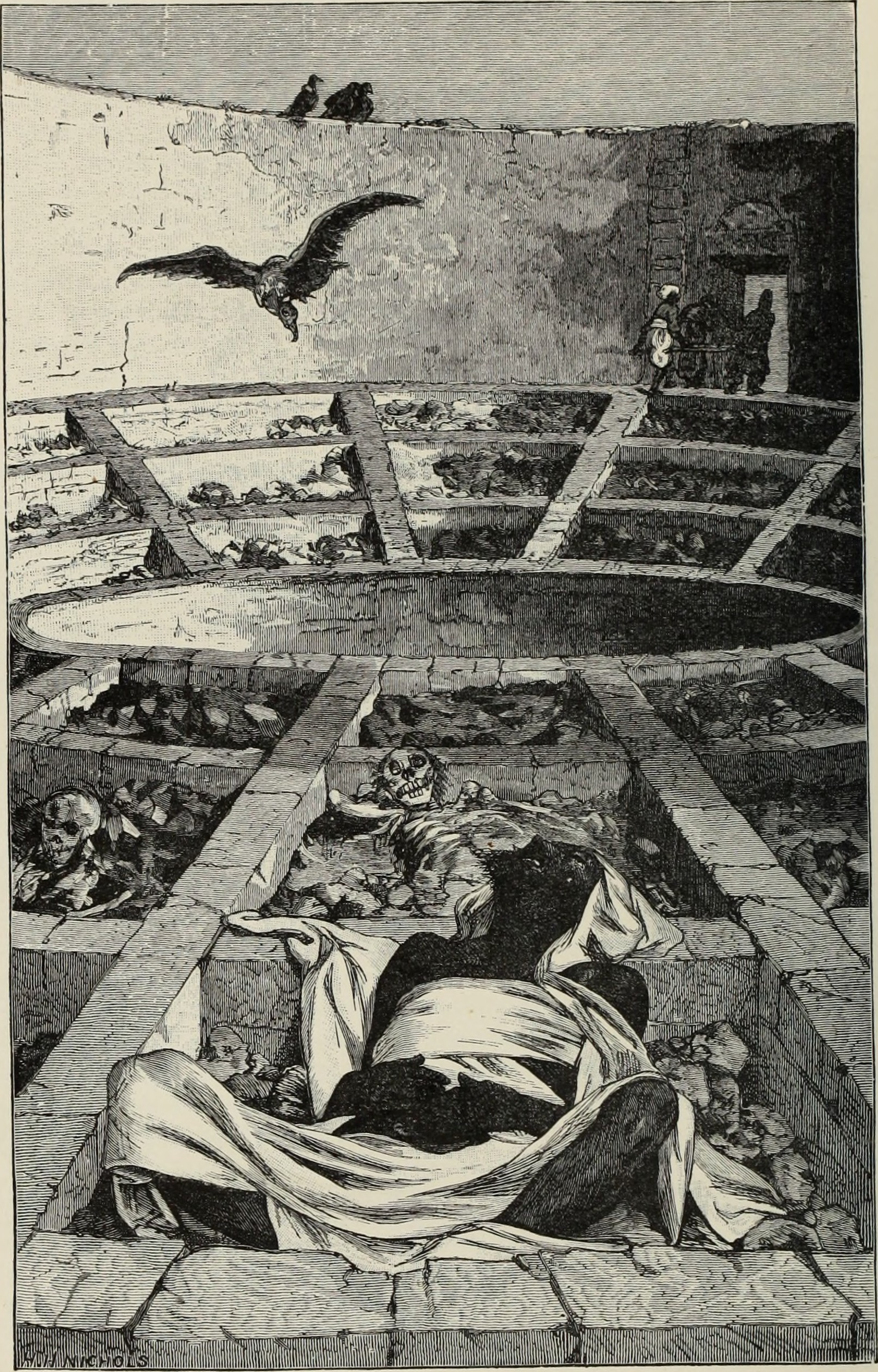
برج‌های زرتشتی سکوت نمونه‌هایی از تجسم هستند.

در باستان‌شناسی و مردم‌شناسی، اصطلاح پاکسازی مردار (به انگلیسی: Excarnation) (همچنین به عنوان پاکسازی جنازه (defleshing) شناخته می‌شود) به عمل بیرون آوردن گوشت و اعضای جنازه پیش از دفن اشاره دارد. پاکسازی ممکن است از راه‌های طبیعی حاصل شود، مانند گذاشتن جسد مرده در معرض عناصر یا برای مردارخوری جانوران یا با قصابی جسد با دست. پس از پاکسازی، برخی از جوامع استخوان‌های کنده‌شده را برای دفن بازیابی کردند. صدها هزار سال است که پاکسازی در سراسر جهان انجام می‌شود. نخستین شواهد باستان‌شناسی حفاری از دره رودخانه آواش در اتیوپی، ۱۶۰۰۰۰ سال پیش است. نمونه‌هایی از پاکسازی عبارتند از «خاکسپاری آسمانی» در بخش‌هایی از آسیا، «برج سکوت» زرتشتیان و «دفینه‌های درختی» بومیان آمریکا. پاکسازی به دلایل معنوی و عملی مختلفی انجام می‌شود، از جمله اعتقاد معنوی تبتی‌ها مبنی بر اینکه پاکسازی سخاوتمندانه‌ترین شکل خاکسپاری است و نگرانی عملی کومانچی‌ها مبنی بر اینکه در زمستان زمین برای دفن زیرزمینی بسیار سخت است. مکان‌های حفاری در پرونده‌های باستان‌شناسی با غلظت استخوان‌های کوچک‌تر (مانند انگشتان دست یا پا) قابل شناسایی هستند، که استخوان‌هایی هستند که راحت‌تر از بدن خارج می‌شوند و توسط اجراکنندگان پاکسازی مورد توجه قرار نمی‌گیرند.